# Golk
Golk je naselje v Občini Steindorf am Ossiacher See v Okraju Trg na Koroškem v Avstriji.